# Liste der Monuments historiques in Loray
Die Liste der Monuments historiques in Loray führt die Monuments historiques in der französischen Gemeinde Loray auf.

## Liste der Immobilien
| Bezeichnung            | Beschreibung                              | Standort                        | Kennzeichnung | Schutzstatus | Datum | Bild           |
| ---------------------- | ----------------------------------------- | ------------------------------- | ------------- | ------------ | ----- | -------------- |
| Friedhofskreuz         | Stein, Ende des 15. Jahrhunderts          | Rue de l’Église (Lage)          | PA00101662    | Classé       | 1906  | weitere Bilder |
| Wasch- und Brunnenhaus | 1851 erbaut, Architekt Alphonse Delacroix | Rue de la Fontaine Ronde (Lage) | PA00101663    | Inscrit      | 1979  | weitere Bilder |

## Liste der Objekte
| Bezeichnung               | Beschreibung                                                                              | Standort                       | Kennzeichnung | Schutzstatus | Datum | Bild |
| ------------------------- | ----------------------------------------------------------------------------------------- | ------------------------------ | ------------- | ------------ | ----- | ---- |
| Gemälde Mariä Himmelfahrt | Ölfarbe auf Leinwand, 17. Jahrhundert                                                     | in der Kirche St-Michel (Lage) | PM25000878    | Classé       | 1910  |      |
| Kanzel                    | Holz, farbig gefasst und vergoldet, 18. Jahrhundert                                       | in der Kirche St-Michel (Lage) | PM25000879    | Classé       | 1928  |      |
| Gemälde Kreuzigung        | Ölfarbe auf Leinwand, vergoldeter Holzrahmen, Anfang des 17. Jahrhunderts; 2004 gestohlen | in der Kirche St-Michel (Lage) | PM25000881    | Classé       | 1975  |      |
| Taufbecken                | Gusseisen, bemalt, Holz, teilweise vergoldet, 19. Jahrhundert                             | in der Kirche St-Michel (Lage) | PM25002208    | Inscrit      | 1975  |      |
| Kruzifix                  | Holz, farbig gefasst und vergoldet, 18. Jahrhundert                                       | in der Kirche St-Michel (Lage) | PM25002209    | Inscrit      | 1975  |      |
| Glocke                    | Bronze, 1779 gegossen                                                                     | in der Kirche St-Michel (Lage) | PM25000880    | Classé       | 1942  |      |